# Guillaume-Hyacinthe Bougeant
Guillaume-Hyacinthe Bougeant (* 4. November 1690 in Quimper; † 7. Januar 1743 in Paris) war ein französischer Jesuit, Theologe, Historiker, Dramatiker und Polemiker.

## Leben und Werk
Guillaume-Hyacinthe Bougeant trat in den Jesuitenorden ein und unterrichtete Literaturwissenschaft in Caen, Nevers und ab 1721 am Collège de Clermont in Paris. Er schrieb eine Geschichte des Dreißigjährigen Krieges, die ins Deutsche übersetzt wurde. Friedrich Schiller las dieses umfangreiche Werk, das sein Interesse für jene dramatische Zeit weckte und dazu beitrug, dass er seinerseits eine Geschichte des Dreißigjährigen Krieges verfasste. Seine (gegen die Jansenisten gerichtete) Komödie über eine weibliche Theologin wurde von Luise Adelgunde Victorie Gottsched für Deutschland adaptiert. Seine Satire auf die Extravaganz der Romane erschien auf Deutsch unter dem Titel Wunderbare Reise des Printzen Fan-Férédin nach Romanzy oder in das Land derer irrenden Ritter. Das französische Original wurde 1992 kritisch herausgegeben. Auf Deutsch (und 2021 auf Spanisch) erschien auch sein Philosophischer Zeit-Vertreib über die Thier-Sprache, der 1954 kritisch herausgegeben wurde. Auf die Frage: Haben die Tiere eine Seele? war seine satirische Antwort: ja, eine teuflische. Nicht zuletzt machte ihn sein ins Deutsche übersetzter Katechismus bekannt, der mehrere Auflagen erlebte.

## Werke (Auswahl)
- Histoire des guerres et des négociations qui précédèrent le traité de Westphalie. 3 Bde. Mariette, Paris 1727–1744.
  - (deutsch) Historie des dreyßigjaehrigen Krieges und des darauf erfolgten Westphaelischen Friedens. Aus dem Französischen übersetzt. Mit Anmerkungen und einer Vorrede begleitet von Friedrich Eberhard Rambach. 4 Bde. Gebauer, Halle 1758–1760.
- La femme docteur ou La théologie tombée en quenouille. Comédie. François Roujot, Douai 1730.
  - (deutsch) Luise Adelgunde Victorie Gottsched: Die Pietisterey im Fischbein-Rocke. Bernhard und Christoph Breitkopf, Leipzig 1736. Reclam, Stuttgart 2010.
- Le Saint déniché, ou la Banqueroute des marchands de miracles. Comédie. Den Haag 1732.
- Les Quakres françois, ou les Nouveaux trembleurs. Comédie. Utrecht 1732.
- Voyage merveilleux du Prince Fan-Férédin dans la Romancie. 1735.
  - (deutsch) Wunderbare Reise des Printzen Fan-Férédin nach Romanzy oder in das Land derer irrenden Ritter. Boetius, Hamburg und Leipzig 1736.
  - (kritische Ausgabe) Voyage merveilleux du prince Fan-Férédin dans la Romancie contenant plusieurs observations historiques, géographiques, physiques, critiques et morales. Hrsg. Jean Sgard und Géraldine Sheridan. Publications de l’Université de Saint-Étienne, Saint-Étienne 1992.
- Amusement philosophique sur le langage des bêtes. Paris 1739. Édition critique par Hester Hastings. Droz, Genf 1954.
  - (deutsch) Philosophischer Zeit-Vertreib über die Thier-Sprache. Frankfurt am Main und Leipzig 1740.
  - (spanisch) Discurso filosófico sobre el lenguaje de los animales ¿una traducción novohispana?. Hrsg. Salvador Lira und Ma. Isabel Terán Elizondo. Vervuert, Frankfurt am Main 2021.
- Exposition de la doctrine chrétienne par demandes et par réponses, divisée en trois catéchismes. 1741. (I. Catéchisme historique. II. Catéchisme dogmatique. III. Catéchisme pratique)
  - (deutsch) Vollkommene Erklärung der christlichen Lehre durch Fragen und Antworten, in drey Theile abgetheilet. Anfänglich auf Begehren der gesammten Clerisey von Frankreich verfaßt, nachhero zum allgemeinen Nutzen in das Deutsche übersetzt. Rieger, Augsburg 1751, 1760, 1780.